# Воля-Ліповська
Воля-Ліповська (пол. Wola Lipowska, нім. Breitlinde) — село в Польщі, у гміні Бранево Браневського повіту Вармінсько-Мазурського воєводства.
Населення — 884 особи (2011).
У 1975-1998 роках село належало до Ельблонзького воєводства.

## Демографія
Демографічна структура станом на 31 березня 2011 року:
|          | Загалом | Допрацездатний вік | Працездатний вік | Постпрацездатний вік |
| -------- | ------- | ------------------ | ---------------- | -------------------- |
| Чоловіки | 430     | 89                 | 308              | 33                   |
| Жінки    | 454     | 95                 | 281              | 78                   |
| Разом    | 884     | 184                | 589              | 111                  |